# Mischpreis
Als Mischpreise bezeichnet man Preise die sich als Durchschnitt von verschiedenen zugrunde liegenden Preisen ergeben. Wie bei den Mischkosten sind die Bestandteile häufig
- Preise, die unabhängig von der Nutzung auftreten (beispielsweise ein Fixpreis pro Monat), und
- Preise, die von der Nutzung abhängen.[1]

Weitere Mischpreise ergeben sich etwa bei der Ermittlung von Preisen eines Gutes, das zu unterschiedlichen Mengen und Preisen eingekauft wurde.
Ein Mischpreis kann auch verwendet werden, um Kunden trotz unterschiedlicher Randbedingungen für ein Produkt denselben Preis zu berechnen. Beispielsweise kann ein Betrieb trotz unterschiedlicher Mehrwertsteuersätze auf ein Produkt (etwa Verzehr innerhalb oder außerhalb eines Restaurants) den Kunden denselben Brutto-Preis berechnen.

## Beispiel
Ein Telefonanschluss kostet im Monat 10 Euro. In einem Monat fallen für verschiedene Telefongespräche der gesamten Dauer von 100 Minuten Kosten von weiteren 10 Euro an. Der Mischpreis pro Minute ergibt sich dann zu 0,20 Euro pro Minute.